# Höhr-Grenzhausen
Höhr-Grenzhausen − miasto w Niemczech, w kraju związkowym Nadrenia-Palatynat, w powiecie Westerwald, siedziba gminy związkowej Höhr-Grenzhausen. W 2010 miasto liczyło 9 191 mieszkańców. Miasto jest znane jako centrum przemysłu ceramicznego, znajduje się w nim muzeum poświęcone tej tematyce (Keramikmuseum Westerwald).

## Galeria

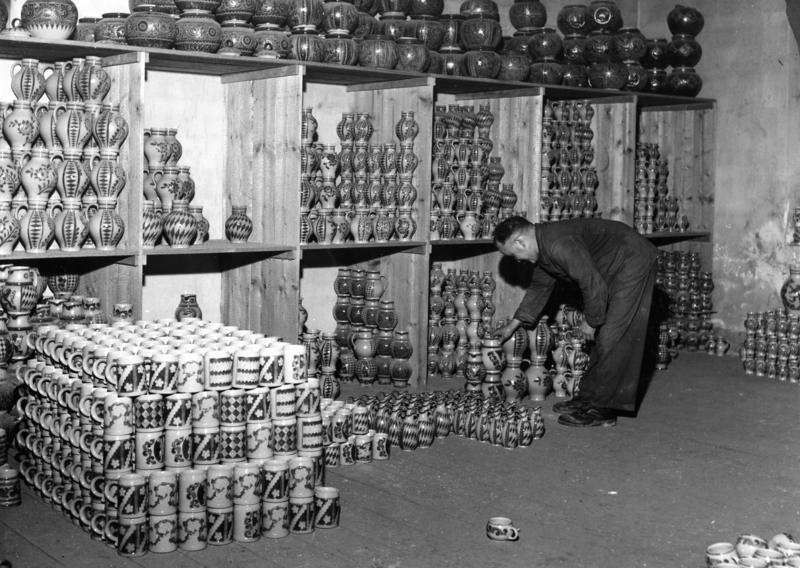
zakład ceramiki
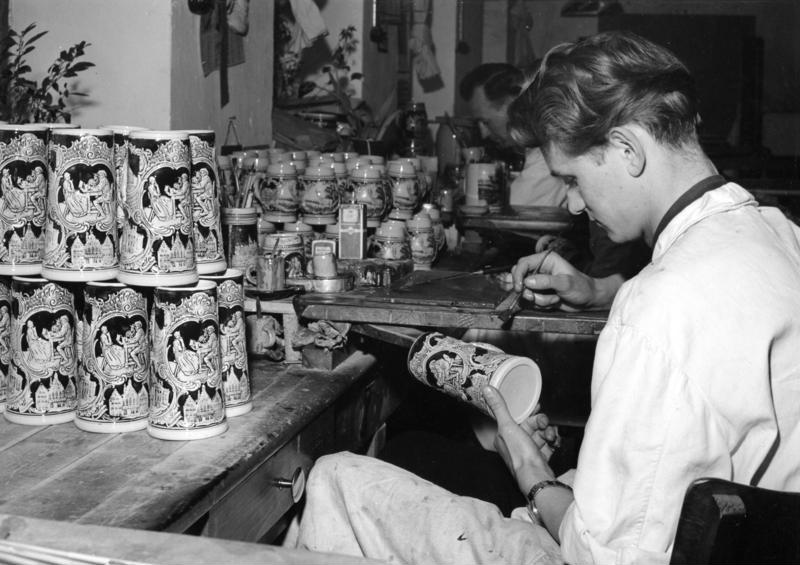
zakład ceramiki
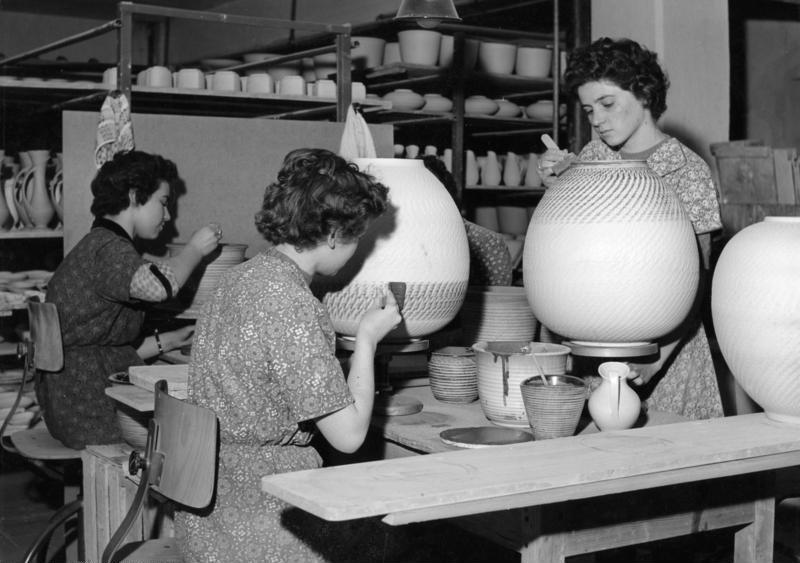
zakład ceramiki
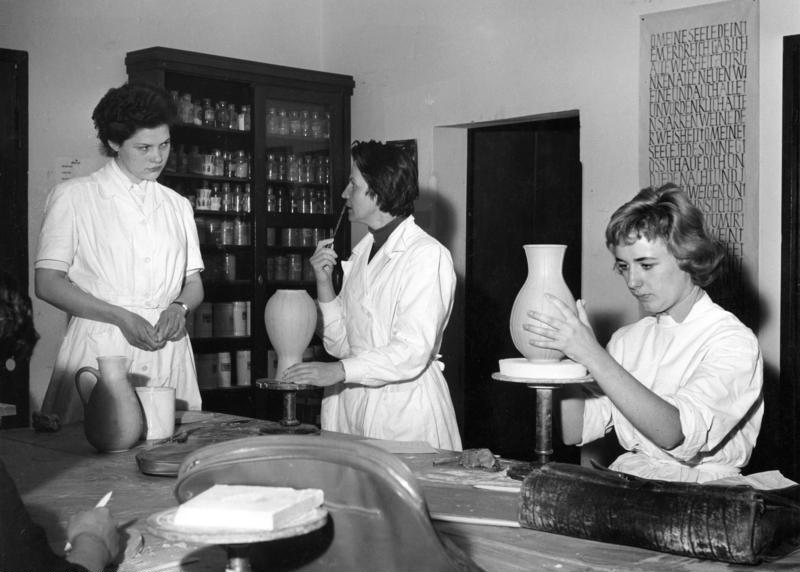
zakład ceramiki
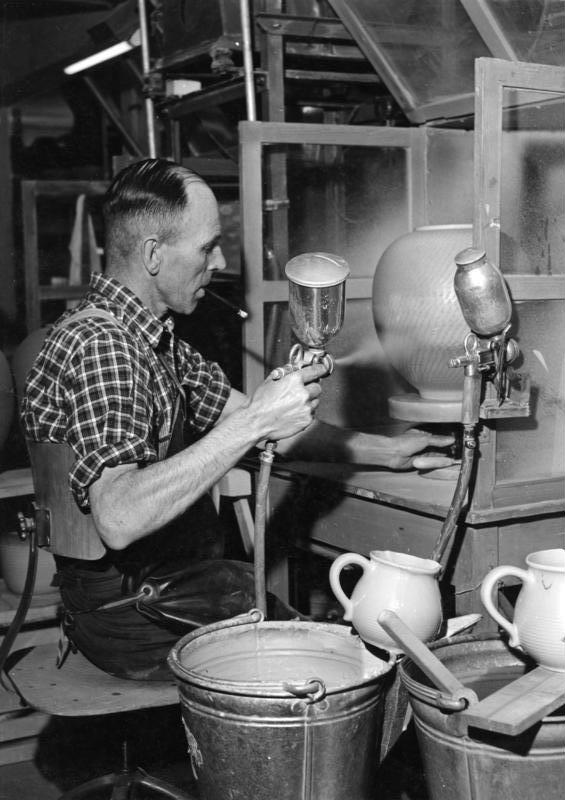
zakład ceramiki
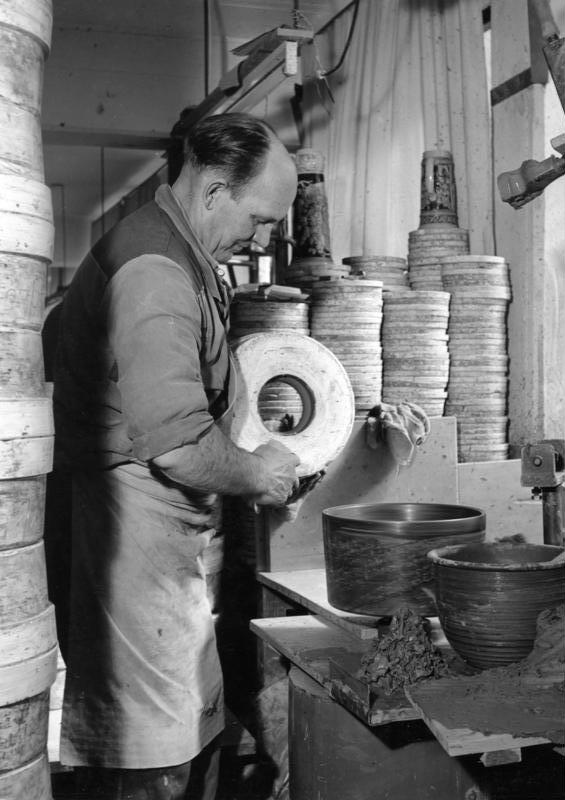
zakład ceramiki